# Бонатти, Вальтер
Ва́льтер Бона́тти (итал. Walter Bonatti; 22 июня 1930, Бергамо, Италия — 13 сентября 2011, Рим) — итальянский альпинист.
Родился в Бергамо, Ломбардия. Является родоначальником нового стиля в альпинизме, который характеризуется прохождением сложнейших маршрутов в горах зачастую в одиночку. Получил неофициальное звание «Альпинист № 1» в пятидесятые — шестидесятые годы XX столетия.

## Альпинистские достижения
Свою альпинистскую карьеру он начал в окрестностях Лекко, на скалах Гриньи, где, будучи 19-летним юношей, он прошёл ряд сложных маршрутов:
- 1948 — на вершину Гриньи вблизи Лекко.
- 1949 — прошёл ряд сложнейших маршрутов на крутых альпийских стенах: диретиссиму на Кроц-дель-Альтиссимо в районе Бренты, Пиц-Бадиле по маршруту Кассина по северо-восточной стене, по З стене Эгюий-нор-ди-Пьетри, Пуэнт-Уокер по северной стене Гранд-Жораса.
- 1950 — три маршрута по восточной стене Монблана соло (Альпы).
- 1951 — первопрохождение по Восточной стене Гран-Капуцина (Альпы).

В 1954 году в возрасте 24 лет он получил приглашение в итальянскую экспедицию на Чогори (К2). В ходе этой экспедиции ему пришлось провести холодную ночёвку на высоте 8100 м вместе с пакистанцем Амиром Махди. Они несли запас кислорода для восхождения на вершину и не смогли найти палатку, которая, как оказалось впоследствии, была поставлена Лино Лачеделли и Акилле Компаньони не в том месте, где было обговорено. На крики Бонатти и Махди они не отреагировали, и те были вынуждены провести ночёвку под открытым небом, в экстремальных условиях. Бонатти сумел пережить эту ночь относительно благополучно (что само по себе является подвигом), а его спутник Махди отморозил все пальцы на руках и ногах. На следующий день Лачеделли и Компаньони с помощью занесённого Бонатти и Махди кислорода успешно совершили первовосхождение на вторую по высоте вершину мира и вошли в анналы истории как герои. А Бонатти вместо того, чтобы присоединиться к первовосходителям, был вынужден спускать обморозившегося Амира Махди вниз. Эту трагическую историю Вальтер Бонатти не смог забыть всю жизнь. По его словам, той ночью он потерял веру в людей, окружавших его, что наложило свой отпечаток на всю последовавшую за этим альпинистскую жизнь.
Вернувшись из экспедиции, в 1954 году он совершает первое зимнее восхождение по северной стене Гран-Жорас. На следующий год он совершает сложнейшее восхождение по западной стене Пти-Дрю в одиночку, что вызвало огромный резонанс в альпинистских кругах.
В последующие годы он совершил ряд ярких восхождений в различных горных районах.:
- 1956 — Патагония (Аргентина), первовосхождение на Серро-Морено — Серро-Лука я Серро-Адела и первая попытка восхождения на Серро-Торре вместе с Карло Маури.
- 1956 — Каракорум — первовосхождение на Гашербрум-IV (7980 м) вместе с Карло Маури.
- 1957—1964 — путешествия по миру.
- 1965 — соло, Маттерхорн, зима, первопрохождение (Альпы). В течение пяти дней все информационные агентства Европы вели репортажи из Церматта об этом восхождении, держа сотни тысяч слушателей в напряжении. Сэр Френсис Чичестер, совершивший кругосветное плаванье на яхте в одиночку, высказал по этому поводу следующее: «Не физическая сила и не отточенная альпинистская техника являются залогом успехов Вальтера Бонатти, а только его не сдающийся прямолинейный характер и глубочайшие волевые резервы!». Девять лет спустя Райнхольд Месснер вынужден был отступить на этом маршруте, несмотря на то, что он шёл не один. Его слова: «То, что этот человек совершил здесь в одиночку, лежит уже за границей возможного, это просто фантастика!»

## Путешествия
В 35 лет, находясь в зените славы, Бонатти неожиданно прекращает активно ходить в горы, переключается на журналистику, путешествия, фотографию, в соавторстве с Еленой Труа пишет книги, выбирает в спутницы жизни одну из самых совершенных женщин Италии — актрису Россану Подеста.
Ответ на вопрос почему он так неожиданно отвернулся в 1965 году от большего альпинизма, Бонатти дал следующий образом:
«Это не было неожиданно. Я находился в роли волка, загнанного частью альпинистских кругов и уличной прессой, но даже не это стало толчком к принятию решения. Главное было то, что я просто больше не знал чего большего можно достичь с тем снаряжением и той техникой лазанья, которой я владел в Альпах — а для переноса своей активности в Гималаи у меня просто не было денег»
Бонатти начал путешествовать и изучать самые отдалённые места на Земле. Он многократно публиковался в итальянском иллюстрированном журнале «Epoca», чем завоевал известность и признание как талантливый писатель и фотограф. Приключения в самых диких странах, чаще всего в одиночку, и без какого-либо оружия, было ничем иным, как последовательным продолжением его альпинистской морали. Наряду с Африкой, Антарктидой и Океанией, он побывал и на полюсе холода в Оймяконе в Сибири, привезя как сувенир, шапку-ушанку. Он очень тепло отзывался о русских людях, способных жить даже там, где выдыхаемая влага тут же опускается на плечи шелестящими кристаллами.
Путешествуя по всему миру он отвечает своим оппонентам, критикующим его за уход:
«Вместо того, чтобы использовать горы как инструмент для расширения наших горизонтов, многие представители альпинистских кругов видят ТОЛЬКО горы; они добровольно натягивают на глаза шоры. Как жалко, что они становятся настолько бесчувственными, ведь именно постоянный контакт с природой и связанное с этим восприятие может приносить столько приятных и неожиданных моментов в жизни альпиниста. Нет же, они говорят только о горах, видят только горы, не видя за ними ни людей, ни природы. Горы нужны человеку так же, как спорт, так же, как искусство для возвышения над самим собой!»
К его дорогим людям принадлежит, в первую очередь, итальянская актриса, а по совместительству и жена — Россана Подеста. После многих лет, прожитых в Милане и Риме он вернулся к своим горам молодости в Лекко.
Скончался 13 сентября 2011 года в своем доме в Риме.

## Награды
- 2004 год Орден «За заслуги перед Итальянской Республикой»
- 2002 год Командор ордена Почётного легиона
- Другие награды:
Золотая медаль, серебряная медаль, бронзовая медаль Итальянской республики
Золотая медаль Совета Европы
Большая премия Академии спорта (Париж)
Золотая медаль «За достижения в спорте», Италия
- Награды за журналистские репортажи и фоторепортажи:
Золотой объектив (Die Goldene Blende), 1971, 1973, Штутгарт, Германия
Награда за лучший репортаж, Нью-Йорк, 1971
- 2009 год. Вальтер Бонатти получает первым альпинистскую награду «Золотой ледоруб» (Piolet d’Or) в новой номинации «За достижения всей жизни» [4].

## Книги
Альпинистские книги:
- Le Mie Montagne (My Mountains), Walter Bonatti, Bologna: Zanichelli, 1961
- I Giorni Grandi (The Great Days), Walter Bonatti, Verona: Arnoldo Mondadori Editore, 1971
- Magia del Monte Bianco (Magic of Mont Blanc), Walter Bonatti, Como: Massimo Baldini Editore, 1984
- Processo al K2 (Trial on K2), Walter Bonatti, Como: Massimo Baldini Editore, 1985
- La Mia Patagonia (My Patagonia), Walter Bonatti, Como: Massimo Baldini Editore, 1986
- Un Modo di Essere (A way of Living), Walter Bonatti, Milan: dall’Oglio Editore, 1989
- K2-Storia di un Caso (K2 — The Story of a Court Case), Walter Bonatti, Bergamo: Ferrari Editrice, 1995
- Montagne di Una Vita (Mountains of a Life), Walter Bonatti, Milan: Baldini & Castoldi, 1995
- K2-Storia di un Caso (K2 — The Story of a Court Case), Walter Bonatti, 2d ed. Milan: Baldini & Castoldi, 1996
- The Mountains of my Life, Walter Bonatti, Modern Library, 2001. ISBN 0-375-75640-X
- K2. La verità. 1954—2004, Walter Bonatti, 2005, Baldini Castoldi Dalai editore. ISBN 88-8490-845-0.
- K2. Lies and Treachery, Robert Marshall, 2009, Carreg Ltd. UK. ISBN 978-0-9538631-7-4.

Другие:
- On the Heights. Hart-Davis, 1964. ISBN B0000CMDRK
- Magic of Mont Blanc. Gollancz, 1985. ISBN 0-575-03560-9
- K2 (Italian). Baldini e Castoldi, 1998. ISBN 88-8089-072-7